# واینسیوس فیگیرا
واینسیوس فیگیرا (زاده ۱۵ آوریل ۱۹۹۱) یک کاراته کا برزیلی است. وی در مسابقات جهانی کاراته ۲۰۱۸ که در مادرید اسپانیا برگزار شد، در کمیته ۶۷ کیلوگرم مردان، موفق به کسب مدال نقره شد. وی قرار است نماینده برزیل در المپیک تابستانی ۲۰۲۰ در کاراته باشد.
در بازی‌های پان آمریکن ۲۰۱۹ که در لیما برگزار شد، او در مسابقات کمیته مردان در وزن ۶۷ کیلوگرم یکی از مدال‌های برنز را به دست آورد.

## دستاوردها
| سال  | رقابت              | محل             | رتبه | رویداد           |
| ---- | ------------------ | --------------- | ---- | ---------------- |
| ۲۰۱۴ | قهرمانی جهان       | برمن، آلمان     | سوم  | کمیته ۶۷ کیلوگرم |
| ۲۰۱۸ | قهرمانی جهان       | مادرید، اسپانیا | دوم  | کمیته ۶۷ کیلوگرم |
| ۲۰۱۹ | بازی‌های پان آمریکن | لیما، پرو       | سوم  | کمیته ۶۷ کیلوگرم |